# ASEAN Basketball League
Pour les articles homonymes, voir ABL.
| \| Kuala Lumpur Manille Djakarta Singapour Bangkok Hô-Chi-Minh-Ville \| Localisation des clubs engagés dans le championnat |
| Kuala Lumpur Manille Djakarta Singapour Bangkok Hô-Chi-Minh-Ville                                                          |

L’ASEAN Basketball League (ABL) est une ligue fermée de basket-ball professionnelle masculine en Asie du Sud-Est. Six clubs de six pays de l'association des nations de l'Asie du Sud-Est (ASEAN) prirent part à la saison inaugurale en octobre 2009.

## Histoire
L'ABL fut officiellement créée le 1er septembre 2009 à Manille, Philippines à l'initiative de passionnés de basket-ball de six nations de l'ASEAN. Les Philippines, la Thaïlande, la Malaisie, l'Indonésie, Singapour et Brunei engagèrent respectivement une équipe en plus de leur championnat respectif. Les six club inauguraux sont les Philippine Patriots, les Thailand Tigers (devenus depuis les Chang Thailand Slammers), SM BritAma, les Kuala Lumpur Dragons, les Brunei Barracudas et l'équipe des Singapore Slingers qui jouait précédemment en NBL (Australie).
Le président de l'ABL depuis son inauguration est Tony Fernandes qui est aussi le président et fondateur de la compagnie aérienne AirAsia.
En 2011, la ligue est rejointe par trois nouvelles équipes, respectivement les clubs de San Miguel Beermen (Philippines), Bangkok Basketball (Thailand) et SSA Saigon Heat (Viêt Nam). La même année, le club des Brunei Barracudas annonce son retrait de la ligue.

## Format
S'inspirant en partie du système de l'Euroleague, l'ABL a établi ses propres règles en ce qui concerne le plafond salarial et les quotas de joueurs étrangers. Chaque club est ainsi invité à disposer d'un groupe de douze joueurs professionnels dont deux joueurs au maximum ne sont pas citoyens d'un pays de l'ASEAN, trois joueurs sont citoyens d'un pays de l'ASEAN et sept joueurs locaux. Pour les matchs à l'extérieur, un groupe de dix joueurs maximum est retenu sur la feuille de match.
La compétition a lieu généralement d'octobre à février de l'année suivante, sauf pour la 3e saison de l'ABL qui a lieu à partir de janvier pour tenir compte du calendrier des compétitions de la FIBA Asie lors de l'année 2011.
Les six clubs se rencontrent trois fois en quinze journées lors d'une phase régulière. Les quatre premiers du classement à l'issue de cette phase régulière sont alors qualifiés pour les demi-finales. Les demi-finales sont disputées en deux matchs gagnants (match aller, match retour et match d'appui si nécessaire). Les vainqueurs des demi-finales se disputent la finale tandis que les perdants des demi-finales se rencontrent pour la 3e place.

## Équipes engagées
| Équipe                  | Ville / Pays                | Salle / Capacité                                        | Création | en ABL | Entraîneur       |
| ----------------------- | --------------------------- | ------------------------------------------------------- | -------- | ------ | ---------------- |
| Chang Thailand Slammers | Bangkok, Thaïlande          | Nimibutr National Stadium (6 051) TJA Gymnasium (6 000) | 2009     | 2009   | Joe Bryant       |
| Indonesia Warriors      | Djakarta, Indonésie         | BritAma Arena (4 000)                                   | 1994     | 2009   | Todd Purves      |
| Heat de Saigon          | Hô-Chi-Minh-Ville, Viêt Nam | Aréna de Tân Binh (19 800)                              | 2011     | 2012   | Jason Rabedeaux  |
| San Miguel Beermen      | Manille, Philippines        | Ynares Sports Arena (3 000)                             | 1975     | 2012   | Leo Austria      |
| Singapore Slingers      | Singapour                   | Singapore Indoor Stadium (8 126)                        | 2006     | 2009   | Neo Beng Siang   |
| Westports KL Dragons    | Kuala Lumpur, Malaisie      | MABA Stadium (2 500)                                    | 2009     | 2009   | Ariel Vanguardia |

## Palmarès
| Saison      | Champion                | Résultat | Finaliste           |
| ----------- | ----------------------- | -------- | ------------------- |
| 2009 – 2010 | Philippine Patriots     | 3–0      | Satria Muda BritAma |
| 2010 – 2011 | Chang Thailand Slammers | 2-0      | Philippine Patriots |
| 2012        | Indonesia Warriors      | 2-1      | San Miguel Beermen  |
| 2013        | San Miguel Beermen      | 2-1      | Indonesia Warriors  |

1. 1 2  a fini 1er de la saison régulière.